# Mese mariano
«Mese mariano» (с итал. — «Месяц Марии») — опера в одном действии итальянского композитора Умберто Джордано. Либретто на итальянском было написано Сальваторе Ди Джакомо на основе его пьесы «'O Mese Mariano», которая, в свою очередь, была адаптацией его новеллы «Senza vederlo».
Премьера спектакля состоялась 17 марта 1910 года в театре Массимо в Палермо. Опера описывалась как bozzetto lirico (итал. лирическая зарисовка) и имеет продолжительность всего 35 минут. Сюжет рассказывает историю женщины, которая посещает детский дом, чтобы увидеть своего оставленного ребёнка. Оскорблённая чувством вины за то, что бросила его, она ещё не знает, что её ребёнок умер прошлой ночью.

## Создание
Пьеса, лежащая в основе либретто, была популярна в своё время. Написанная на неаполитанском диалекте, она впервые была сыграна в театре Сан-Фернандо в Неаполе 20 января 1900 года. Джордано, увидевший пьесу в Милане, был глубоко тронут ей и попросил Ди Джакомо адаптировать её для оперы. Автор принял просьбу и согласился видоизменить оригинал. Открывающая сцена, позволившая Джордано включить детский хор, представляла собой двор приюта с вином на неаполитанский пейзаж вдали.

## Выступления
Премьера «Mese mariano» состоялась в театре Массимо в Палермо 17 марта 1910 года под дирижированием Леопольдо Муньоне с Ливия Берленди в главной роли Кармелы. Опера была тепло встречена как в Палермо, так и в Риме, где она была показана месяцем позже в «Театро Костанци».
Тем не менее, после показа оперы в Неаполе (10 апреля 1911 года в театре Сан-Карло), она не имела решающего успеха, а Джордано и Ди Джакомо дополнительно внесли изменения в оперу в 1913 году. Хотя Масканьи считал «Mese mariano» одной из лучших опер Джордано,  она не приблизилась к успеху одноимённой пьесы Ди Джакомо или другие более длинных опер Джордано.

## Роли
| Роль                                     | Певческий голос   | Исполнитель 17 марта 1910 дирижёр: Леопольдо Муньоне |
| ---------------------------------------- | ----------------- | ---------------------------------------------------- |
| Кармела                                  | сопрано           | Ливия Берленди                                       |
| Настоятельница                           | меццо-сопрано     | Мария Де Лорис                                       |
| Сестра Пациенца                          | меццо-сопрано     | Роза Гараваджила                                     |
| Графиня                                  | меццо-сопрано     | Виттория д'Орнели                                    |
| Сестра Кристина                          | меццо-сопрано     | Мария Слакер                                         |
| Сестра Селеста                           | сопрано           |                                                      |
| Сестра Мария                             | сопрано           |                                                      |
| Сестра Агнес                             | сопрано           |                                                      |
| Дон Фаббиано                             | баритон           | Дженнарио Курчи                                      |
| Валентина, ребёнок                       | сопрано           |                                                      |
| Пьетро, моряк                            | тенор или баритон | Артуро Ромболи                                       |
| Дети, монахини, слуги и уличные торговцы |                   |                                                      |

## Сюжет
Пасхальное воскресенье, дети играют и поют в ожидании прибытия графини, мецената приюта. Когда она приезжает, дети исполняют серенаду в её честь, а она раздаёт им подарки. Девочка Валентина читает сонет, написанный в честь графини доном Фаббиано. После того, как графиня уходит и детей уводят в их комнаты, во дворе появляется Кармела со свежеиспечённым куличом для своего маленького сына. Она спрашивает сестру Пациенцу, можно ли ей его увидеть. Борясь с чувством вины, Кармела рассказывает как её соблазнили и бросили, оставив с ребёнком на руках. Позже она вышла замуж за рабочего, который не захотел содержать в доме ребёнка от другого мужчины и заставил женщину отдать сына в приют. Кармела уходит молиться в часовню, а во время её отсутствия монахини сообщают настоятельнице, что мальчик ночью умер. Настоятельница решает не раскрывать матери правду и говорит, что она не может видеть ребёнка, потому что тот репетирует с хором. Кармела в слезах покидает приют.

## Записи
- Umberto Giordano: Il re and Mese mariano — итальянский международный оркестр и хор театра Петруццелли, дирижёр Ренато Палумбо[итал.]. Записано вживую на фестивале Festival della Valle d'Itria[англ.], в роли Кармелы Патриция Чофи. Лэйбл Dynamic (CDS-231)[4].